# Guerra de memoria
Una guerra de memoria es una disputa política sobre la interpretación o conmemoración de un acontecimiento histórico. Se aplica especialmente a las disputas en Europa central y oriental sobre la interpretación de la Segunda Guerra Mundial.            